# Iñaki González Torre
Joseba Iñaki González Torre (Bilbao, 1967) és un periodista basc i actual director del periòdic Deia.
Es va llicenciar en Ciències Socials i de la Comunicació (Periodisme) el 1990 en la Universitat del País Basc i va entrar a treballar com a periodista en el periòdic Deia. Dins de Deia, va ser periodista, columnista, analista d'Informació, i després també Redactor Cap.
González també ha estat analista i periodista en Euskal Irrati Telebista, en El Periódico de Catalunya i en Radiotelevisión Española. L'any 2001 va ser nomenat subdirector de Deia, succeint a Xabier Lapitz. Actualment és el director del periòdic Deia.